# 无柄沙参
无柄沙参（学名：Adenophora stricta sp. sessilifolia）为桔梗科沙参属下的一个亚种。

## 扩展阅读
- 維基物種上的相關：无柄沙参